# Волков, Роман Михайлович
Рома́н Миха́йлович Во́лков (1885, г. Новгород-Северский, Черниговская губерния — 6 мая 1959, Черновцы) — учёный-литературовед и искусствовед, первый ректор Одесского института народного образования,  профессор Одесского , Львовского и Черновицкого университетов.

## Биография
Родился 1(13) октября 1885 года в Новгород-Северском.
По окончании курса классической гимназии в Черновцах поступил в Императорский университет Святого Владимира в Киеве, затем продолжил обучение в Нежинском историко-филологическом институте, который окончил в 1912 году.. Среди своих преподавателей называл академика                                 А. Шахматова.  С 1918 года преподавал в Новороссийском университете в Одессе.  
После создания в 1920 году  Одесского института народного образования (ОИНО) стал его первым ректором. В 1926 - 1930 годах был деканом факультета социального воспитания ОИНО. В дальнейшем преподавал в Одесском педагогическом институте. 
В 1937 - 1945 годах преподавал в Одесском университете, являлся создателем и первым деканом филологического факультета, был заведующим кафедрой русской литературы.  
С 1945 года  работал проректором по научной работе и заведующим кафедрой русской литературы во Львовском и Черновицком университетах. 
Умер 6 мая 1959 года в Черновцах

### Научная деятельность
Большую часть научной карьеры Волков посвятил изучению русских, украинских и белорусских народных сказок, а также русской литературной сказки, в частности — связи сюжетов, образов и языка пушкинских баллад и сказок с народным творчеством. Среди его работ исследования: «Народная драма „Царь Максимильян“ (Опыт разыскания о составе и источниках)» (1912), «К вопросу о сказочной обрядности русской народной сказки» (1940), «Народные истоки поэмы-сказки А. С. Пушкина „Руслан и Людмила“» (1955), «Русская баллада первой четверти XIX века и её немецкие параллели» (1957).

#### Труды
- Сказка. Розыскания по сюжетосложению народной сказки. — Т.1. Сказка великорусская, украинская и белорусская. Ч.1. Сказки о невинногонимых / Р. М. Волков . — Харьков: Госиздат Украины : 1-я Государственная типография им. Карла Маркса в Одессе, 1924 . — 239 с.
- Шевченко і російська література/ Р. М. Волков.// Шевченкові: Альманах. — Одеса, 1940. — С. 65 — 95.
- Реализм и народность баллад Пушкина/ Р. М. Волков. // Пушкин на юге: Труды пушкинской конференции Кишинева и Одессы. — Т. 1. — Кишинев, 1958. — С. 281—307.
- Народные истоки творчества А. С. Пушкина (баллады и сказки) / Р. М. Волков. — Черновцы, 1960. —  236 с.

## Награды
- Орден Ленина

- Медали "За трудовую доблесть", "За доблестный труд в Великой Отечественной войне 1941 - 1945 гг."